# ناحیه دندی، میشیگان
ناحیه دندی (به انگلیسی: Dundee Township) یک منطقهٔ مسکونی در ایالات متحده آمریکا است که در شهرستان مونرو، میشیگان واقع شده‌است.
 ناحیه دندی  ۶٬۷۵۹ نفر جمعیت دارد و ۲۰۳ متر بالاتر از سطح دریا واقع شده‌است.